# Estádio Asa Delta
Estádio Asa Delta – stadion piłkarski, w Primavera do Leste, Mato Grosso, Brazylia, na którym swoje mecze rozgrywa klub Sociedade Esportiva e Recreativa Juventude.